# 观音镇 (大竹县)
观音镇，是中华人民共和国四川省达州市大竹县下辖的一个乡镇级行政单位。位于县东偏南，幅员面积47平方公里。距县城51公里。观音桥场2002年有街道8条，其中新建4条，呈网络状聚落。计占地200余亩，居住6000余人，分别是1985年的3倍、4倍。
清乾隆年间建观音场，咸丰年间（1851—1861）改称观音桥。历来为区公所驻地。1966年9月，改名为“立新”，1973年3月，恢复“观音”名。2000年6月，撤乡建镇。2019年12月，撤销白坝镇、双溪乡，将原白坝镇和原双溪乡所属行政区域划归观音镇管辖。

## 资源
镇境东部明月山上森林资源丰富，成片成片的白夹竹蓊翳蔽日，松、杉、杂木林次之；副产物有天冬、麦冬、木通、薄荷等野生药材。1989年，林业部授予山上青杠村党支部书记胡绍成“林业先进工作者”称号。镇境西部，浅丘、平坝、深丘相间，土地肥沃，并建有水利工程王家渡槽、长虹渡槽。1997年以来，粮食总产量均稳定在15649吨以上。

## 经济
以观音矸砖厂、观音页岩砖厂、顺发生态有限责任公司、“仁”字豆腐干厂为主的民营企业，2002年发展到138个，从业人员956人，总产值达1.43亿元。

## 行政区划
观音镇下辖以下地区：
社区、友谊村、朝印村、大板村、青杠村、河石村、肇利村、双河村、贾角山村、小河村、迎新村、团圆村、高房村和雁尔村。

## 交通
公路四通八达。往东有观（音）九（九龙煤厂）路，向南有观（音）文（星）路，走西有观（音）双（溪）路，朝北有观（音）七（梁平县七星镇）路，并与 318国道相连。每日有客运中巴车、货车，住返大竹县城及周家、双溪等处。

## 旅游
旅游资源有佛立山、金花寨、大寨坪、王家渡、长虹渡槽等。

## 特产
“仁”字豆腐干，为当地特产，有百余年历史。皮薄柔韧、细嚼豆香清溢。远销成都、重庆、广州等地。2007年生产40万张，产值28万余元。